# Ruta Estatal de California 125
La Ruta Estatal 125 actualmente pasa por la Ruta Estatal 905 en Otay Mesa cerca de la frontera entre Estados Unidos y México hacia la Ruta Estatal 52 en Santee.
El tramo sur de la Ruta Estatal 125 en la Ruta 905 hacia la Ruta 54 cerca de Chula Vista es un peaje llamado el South Bay Expressway. La Ruta Estatal 125 es la primera carretera construida como una asociación pública y privada de California. La carretera de peaje está siendo financiada por la empresa privada California Transportation Ventures, Inc. y las agencias públicas del Departamento de Transporte de los Estados Unidos, Caltrans, Asociación de Gobiernos de San Diego (SANDAG) y la Ciudad de Chula Vista.
Esta ruta forma parte del Sistema de Autovías y Vías Expresas de California y es eligible para el Sistema Estatal de Carreteras Escénicas.

## Lista de salidas
Nota: a excepción donde los prefijos son con letras, los postes de mileajes fueron medidos en 1964, basados en la alineación y extendimiento de esa fecha, y no necesariamente reflejan el actual mileaje.
Toda la ruta se encuentra dentro del condado de San Diego.
| Ubicación                              | Mileaje | #   | Destinos                                         | Notas                                                  |
| -------------------------------------- | ------- | --- | ------------------------------------------------ | ------------------------------------------------------ |
| San Diego                              |         | 1   | SR 905 (Otay Mesa Road)                          | Salida Sur y Entrada Norte                             |
| Caseta de Peaje de Otay Mesa           |         |     |                                                  |                                                        |
| Chula Vista                            |         | 5   | Birch Road                                       |                                                        |
| Chula Vista                            |         | 6   | Olympic Parkway                                  |                                                        |
| Chula Vista                            |         | 7   | Otay Lakes Road                                  |                                                        |
| Chula Vista                            |         | 8   | East H Street                                    |                                                        |
| Chula Vista                            |         | 9   | Mt. Miguel Road                                  | Salida sur y entrada norte                             |
| Extremo norte de la carretera de peaje |         |     |                                                  |                                                        |
|                                        | 9.59    | 11  | SR 54 oeste (South Bay Freeway)                  |                                                        |
|                                        | 9.90    | 12  | Jamacha Boulevard, Paradise Valley Road (CR S17) |                                                        |
|                                        | 10.62   | 13  | Jamacha Road                                     |                                                        |
| Lemon Grove                            | 12.97   | 15  | SR 94 (Martin Luther King Jr. Freeway)           | La Salida sur hacia la SR 94 este es vía la Salida 17A |
|                                        | 13.50   | 17A | Spring Street – La Mesa                          | La Salida Norte es vía la Salida 15                    |
| La Mesa                                | 14.74   | 17A | Lemon Avenue                                     | Salida norte y entrada sur                             |
| La Mesa                                | R15.09  | 17B | Grossmont Boulevard                              |                                                        |
| La Mesa                                | R15.41  | 18A | I 8                                              |                                                        |
| La Mesa                                | 18.66   | 18B | Fletcher Parkway                                 |                                                        |
| El Cajón                               | 19.53   | 20A | Navajo Road                                      |                                                        |
| El Cajón                               | 20.39   | 20B | Grossmont College Drive                          |                                                        |
| Santee                                 |         |     | SR 52 este                                       | En construcción; Salida norte y entrada sur            |
| Santee                                 | 22.17   | 22  | SR 52 oeste                                      | Salida norte y entrada sur                             |
| Santee                                 | 22.30   |     | Mission Gorge Road                               | Intersección                                           |